# ریبنویه (شهرستان کامنسکی، سرزمین آلتای)
ریبنویه (به لاتین: Rybnoye) یک منطقهٔ مسکونی در روسیه است که در سرزمین آلتای واقع شده‌است.